# Notiochelidon
Notiochelidon es un género de aves paseriformes perteneciente a la familia Hirundinidae. Es propio de América.

## Especies
Contiene las siguientes especies:
- Golondrina ventriparda — Notiochelidon murina (Cassin, 1853)
- Golondrina barranquera — Notiochelidon cyanoleuca (Vieillot, 1817)
- Golondrina paticlara — Notiochelidon flavipes (Chapman, 1922)
- Golondrina cabecinegra — Notiochelidon pileata (Gould, 1858)